# Флоинг Велс (Аризона)
Флоинг Велс (енгл. Flowing Wells) насељено је место без административног статуса у америчкој савезној држави Аризона.

## Демографија
По попису из 2010. године број становника је 16.419, што је 1.369 (9,1%) становника више него 2000. године.
| Група             | 2000.          | 2010.         |
| Белци             | 11.088 (73,7%) | 9.564 (58,2%) |
| Афроамериканци    | 134 (0,9%)     | 287 (1,7%)    |
| Азијати           | 99 (0,7%)      | 200 (1,2%)    |
| Хиспаноамериканци | 3.290 (21,9%)  | 5.953 (36,3%) |
| Укупно            | 15.050         | 16.419        |